# Episodi del Braccobaldo Show
Quella che segue è una lista degli episodi della serie animata televisiva Braccobaldo Show (1958-1961). L'edizione italiana è stata trasmessa sul Programma Nazionale dal 26 dicembre 1962, tuttavia solo alcuni episodi sono andati in onda in una forma analoga all'originale, mentre la maggior parte dei segmenti sono stati abbinati in modo diverso e trasmessi anche in quantità maggiore nello spazio di un episodio (fino a un massimo di sette). Poiché i dati sulle trasmissioni successive al 1963 sono frammentari, è possibile che alcune date siano relative a repliche. I segmenti la cui data di prima TV in italiano è sconosciuta sono indicati con i titoli delle riedizioni trasmesse dagli anni 1990.

## Prima stagione
La prima stagione della serie è stata trasmessa negli Stati Uniti dal 29 settembre 1958 al 23 marzo 1959. Ogni episodio era diviso in tre segmenti: il primo con protagonista Braccobaldo Bau, il secondo con protagonisti Pixi, Dixi e Ginxi e il terzo con protagonista l'orso Yoghi. Gli episodi dal 10 al 21 contengono ognuno un segmento già trasmesso in precedenza (qui indicato con la dicitura "replica").
| nº | Titolo originale                   | Titolo italiano                     | Prima TV USA      | Prima TV Italia  |
| -- | ---------------------------------- | ----------------------------------- | ----------------- | ---------------- |
| 1  | Huckleberry Hound Meets Wee Willie | Il gorilla Pucci-Pucci              | 29 settembre 1958 | 15 dicembre 1963 |
| 1  | Cousin Tex                         | Il cugino Tex                       | 29 settembre 1958 | 24 novembre 1963 |
| 1  | Yogi Bear's Big Break              | La grande evasione di Yoghi         | 29 settembre 1958 | 1º gennaio 1963  |
| 2  | Lion-Hearted Huck                  | Braccobaldo a caccia di leoni       | 6 ottobre 1958    | 26 dicembre 1962 |
| 2  | Judo Jack                          | Lezione di judo                     | 6 ottobre 1958    | 20 gennaio 1963  |
| 2  | Slumber Party Smarty               | Yoghi e l'anatroccolo               | 6 ottobre 1958    | 11 agosto 1963   |
| 3  | Tricky Trapper                     | L'astuta giubba rossa               | 13 ottobre 1958   |                  |
| 3  | Kit Kat Kit                        | Pixi, Dixi e il mostro meccanico    | 13 ottobre 1958   | 3 febbraio 1963  |
| 3  | Pie-Pirates                        | Ladri di torte                      | 13 ottobre 1958   | 27 gennaio 1963  |
| 4  | Sir Huckleberry Hound              | Ser Braccobaldo                     | 20 ottobre 1958   | 10 febbraio 1963 |
| 4  | Jinks' Mice Device                 | Il raggio segreto di Ginxi          | 20 ottobre 1958   | 17 febbraio 1963 |
| 4  | Big Bad Bully                      | Torero per forza                    | 20 ottobre 1958   |                  |
| 5  | Sheriff Huckleberry                | Sceriffo Braccobaldo                | 27 ottobre 1958   |                  |
| 5  | Pistol Packin' Pirate              | Salto col trampolino                | 27 ottobre 1958   | 26 dicembre 1962 |
| 5  | Foxy Hound-Dog                     | Un povero cane da caccia            | 27 ottobre 1958   |                  |
| 6  | Rustler Hustler Huck               | Ladri di bestiame                   | 3 novembre 1958   |                  |
| 6  | Scaredycat Dog                     | Il cane Tremolone                   | 3 novembre 1958   |                  |
| 6  | Big Brave Bear                     | Un orso coraggioso                  | 3 novembre 1958   |                  |
| 7  | Freeway Patrol                     | Bracco poliziotto                   | 10 novembre 1958  | 24 novembre 1963 |
| 7  | Little Bird-Mouse                  | Il topo volante                     | 10 novembre 1958  |                  |
| 7  | Tally Ho Ho Ho                     | Yoghi e il cacciatore               | 10 novembre 1958  |                  |
| 8  | Two Corny Crows                    | Bracco spaventacorvi                | 24 novembre 1958  | 17 novembre 1963 |
| 8  | The Ghost with the Most            | Il finto fantasma                   | 24 novembre 1958  | 17 novembre 1963 |
| 8  | Baffled Bear                       | L'orso pedone                       | 24 novembre 1958  | 17 novembre 1963 |
| 9  | Cock-A-Doodle Huck                 | Il bracco e la volpe                | 27 novembre 1958  |                  |
| 9  | Jiggers... It's Jinks!             | Alleati ma nemici                   | 27 novembre 1958  |                  |
| 9  | High Fly Guy                       | Lezioni di volo                     | 27 novembre 1958  |                  |
| 10 | Replica                            | -                                   | 1º dicembre 1958  | 15 dicembre 1963 |
| 10 | The Ace of Space                   | Pixi, Dixi e il marzian-topo        | 1º dicembre 1958  | 15 dicembre 1963 |
| 10 | The Brave Little Brave             | Yoghi e il piccolo guerriero        | 1º dicembre 1958  | 15 dicembre 1963 |
| 11 | Fireman Huck                       | Braccobaldo pompiere                | 8 dicembre 1958   | 1º gennaio 1963  |
| 11 | Jinks Junior                       | Pixi, Dixi e il micio Junior        | 8 dicembre 1958   | 1º gennaio 1963  |
| 11 | Replica                            | -                                   | 8 dicembre 1958   | -                |
| 12 | Dragon-Slayer Huck                 | Braccobaldo e il drago              | 15 dicembre 1958  | 8 dicembre 1963  |
| 12 | Replica                            | -                                   | 15 dicembre 1958  | 8 dicembre 1963  |
| 12 | The Stout Trout                    | L'orso e la trota                   | 15 dicembre 1958  | 24 novembre 1963 |
| 13 | Replica                            | -                                   | 15 dicembre 1958  | -                |
| 13 | Jinks the Butler                   | Ginxi e il maggiordomo              | 15 dicembre 1958  | 26 dicembre 1962 |
| 13 | The Buzzin' Bear                   | Yoghi, orso ad elica                | 15 dicembre 1958  | 26 dicembre 1962 |
| 14 | Hookey Daze                        | I gemelli Vanderblip                | 29 dicembre 1958  | 11 agosto 1963   |
| 14 | Jinks' Flying Carpet               | Il tappeto volante                  | 29 dicembre 1958  | 1º gennaio 1963  |
| 14 | Replica                            | -                                   | 29 dicembre 1958  | -                |
| 15 | Skeeter Trouble                    | La guerra delle zanzare             | 5 gennaio 1959    | 20 gennaio 1963  |
| 15 | Replica                            | -                                   | 5 gennaio 1959    | 20 gennaio 1963  |
| 15 | Runaway Bear                       | L'orso e il colonnello              | 5 gennaio 1959    | 20 gennaio 1963  |
| 16 | Replica                            | -                                   | 12 gennaio 1959   | -                |
| 16 | Puppet Pals                        | Operazione marionette               | 12 gennaio 1959   | 27 ottobre 1963  |
| 16 | Be My Guest Pest                   | Un ospite indesiderato              | 12 gennaio 1959   |                  |
| 17 | Sheep-Shape Sheepherder            | Il pastore e il lupo cattivo        | 19 gennaio 1959   | 27 gennaio 1963  |
| 17 | Mark of the Mouse                  | Il segno del Mata-Miao              | 19 gennaio 1959   | 27 gennaio 1963  |
| 17 | Replica                            | -                                   | 19 gennaio 1959   | -                |
| 18 | Barbecue Hound                     | Caccia alla bistecca                | 26 gennaio 1959   | 3 febbraio 1963  |
| 18 | Replica                            | -                                   | 26 gennaio 1959   | -                |
| 18 | Duck in Luck                       | Operazione anatroccolo              | 26 gennaio 1959   | 3 febbraio 1963  |
| 19 | Replica                            | -                                   | 2 febbraio 1959   | -                |
| 19 | Dinky Jinks                        | Pixi, Dixi e il microgatto          | 2 febbraio 1959   | 10 febbraio 1963 |
| 19 | Bear on a Picnic                   | Il pic-nic                          | 2 febbraio 1959   | 10 febbraio 1963 |
| 20 | Hokum Smokum                       | Fumo esplosivo                      | 9 febbraio 1959   |                  |
| 20 | Hypnotize Surprise                 | Un esperimento di ipnosi            | 9 febbraio 1959   |                  |
| 20 | Replica                            | -                                   | 9 febbraio 1959   |                  |
| 21 | Bird House Blues                   | Una casa per uccelli                | 16 febbraio 1959  | 17 febbraio 1963 |
| 21 | Replica                            | -                                   | 16 febbraio 1959  | -                |
| 21 | Prize Fight Fright                 | Yoghi il campione                   | 16 febbraio 1959  | 17 febbraio 1963 |
| 22 | Postman Panic                      | Il postino Braccobaldo              | 23 febbraio 1959  | 18 agosto 1963   |
| 22 | Nice Mice                          | Baby sitter                         | 23 febbraio 1959  | 15 luglio 1969   |
| 22 | Brainy Bear                        | Yogi orso intelligente              | 23 febbraio 1959  |                  |
| 23 | Ski Champ Chump                    | Braccobaldo e il prepotente Pierre  | 2 marzo 1959      | 24 marzo 1963    |
| 23 | King-Size Surprise                 | Pixi, Dixi e il supercane           | 2 marzo 1959      | 24 marzo 1963    |
| 23 | Robin Hood Yogi                    | Yoghi Robin Hood                    | 2 marzo 1959      | 24 marzo 1963    |
| 24 | Lion Tamer Huck                    | Braccobaldo domatore di leoni       | 9 marzo 1959      | 24 febbraio 1963 |
| 24 | Cat-Nap Cat                        | Ginxi "gatto dell'anno"             | 9 marzo 1959      | 24 febbraio 1963 |
| 24 | Daffy Daddy                        | Yoghi e Coccobello                  | 9 marzo 1959      | 24 febbraio 1963 |
| 25 | Little Red Riding Huck             | La vera storia di Cappuccetto Rosso | 16 marzo 1959     | 10 marzo 1963    |
| 25 | Mouse-Nappers                      | Pixi, Dixi e il gentilgatto         | 16 marzo 1959     | 10 marzo 1963    |
| 25 | Scooter Looter                     | Yoghi, ladro di scooters            | 16 marzo 1959     | 10 marzo 1963    |
| 26 | The Tough Little Termite           | La termite vorace                   | 23 marzo 1959     | 31 marzo 1963    |
| 26 | Boxing Buddy                       | Kappa-o, kanguro kampione           | 23 marzo 1959     | 31 marzo 1963    |
| 26 | Hide and Go Peek                   | La leggenda dell'elefante           | 23 marzo 1959     | 31 marzo 1963    |

## Seconda stagione
| nº | Titolo originale      | Titolo italiano              | Prima TV USA      | Prima TV Italia   |
| -- | --------------------- | ---------------------------- | ----------------- | ----------------- |
| 1  | Ten Pin Alley         | La finale di bowling         | 14 settembre 1959 |                   |
| 1  | Hi-Fido               | Un cane ad alta fedeltà      | 14 settembre 1959 |                   |
| 1  | Show Biz Bear         | L'orso venuto dallo spazio   | 14 settembre 1959 |                   |
| 2  | Grim Pilgrim          | Il colono e il tacchino      | 21 settembre 1959 |                   |
| 2  | Rapid Robot           | Il robot                     | 21 settembre 1959 |                   |
| 2  | Lullabye-Bye Bear     | Yoghi l'orso polare          | 21 settembre 1959 | 15 settembre 1963 |
| 3  | Jolly Roger and Out   | Braccobaldo e il gaio pirata | 28 settembre 1959 | 15 aprile 1963    |
| 3  | Sour Puss             | Pixi, Dixi e l'esquimicio    | 28 settembre 1959 | 15 aprile 1963    |
| 3  | Bare Face Bear        | Il "losco" e l'orso          | 28 settembre 1959 | 15 aprile 1963    |
| 4  | Somebody's Lion       | Braccobaldo contro Leroi     | 26 ottobre 1959   | 1º maggio 1963    |
| 4  | King Size Poodle      | Pixi, Dixi e il leo-barbone  | 26 ottobre 1959   | 19 marzo 1964     |
| 4  | Papa Yogi             | L'orso Yoghi e la picnicite  | 26 ottobre 1959   | 8 settembre 1963  |
| 5  | A Bully Dog           | Un cane bullo                | 2 novembre 1959   |                   |
| 5  | Mighty Mite           | Pixi, Dixi e il pugil-gallo  | 2 novembre 1959   | 18 agosto 1963    |
| 5  | Stranger Ranger       | L'orso Yoghi e il gorilla    | 2 novembre 1959   | 18 agosto 1963    |
| 6  | Nottingham and Yeggs  | Il malandrino di Nottingham  | 23 novembre 1959  |                   |
| 6  | Bird Brained Cat      | La sindrome canarinica       | 23 novembre 1959  |                   |
| 6  | Rah Rah Bear          | -                            | 23 novembre 1959  | -                 |
| 7  | Huck the Giant Killer | Braccobaldo l'ammazzagiganti | 30 novembre 1959  | 1º settembre 1964 |
| 7  | Batty Bat             | Pixi, Dixi e il cugino alato | 30 novembre 1959  | 1º settembre 1964 |
| 7  | Bear for Punishment   | Yoghi, orso invisibile       | 30 novembre 1959  | 19 marzo 1964     |
| 8  | Cop and Saucer        | Bracco poliziotto            | 21 dicembre 1959  | 24 novembre 1963  |
| 8  | Lend-Lease Meece      | I nuovi vicini               | 21 dicembre 1959  | 8 settembre 1963  |
| 8  | Nowhere Bear          | A me gli occhi prego         | 21 dicembre 1959  |                   |
| 9  | Pony Boy Huck         | Il corriere del pony-express | 28 dicembre 1959  | 1º settembre 1963 |
| 9  | A Good, Good Fairy    | La bella fatina              | 28 dicembre 1959  | 1º settembre 1963 |
| 9  | Wound-Up Bear         | Yoghi l'orso a molla         | 28 dicembre 1959  | 1º settembre 1963 |
| 10 | Pet Vet               | Bracco veterinario           | 18 gennaio 1960   |                   |
| 10 | Heavens to Jinksy     | Il paradiso può attendere    | 18 gennaio 1960   |                   |
| 10 | Bewitched Bear        | La scopa volante             | 18 gennaio 1960   |                   |
| 11 | Piccadilly Dilly      | Piccadilly Dilly             | 25 gennaio 1960   |                   |
| 11 | Goldfish Fever        | La febbre dell'oropesce      | 25 gennaio 1960   |                   |
| 11 | Hoodwinked Bear       | Cappuccetto Bubu             | 25 gennaio 1960   |                   |
| 12 | Wiki Waki Huck        | Aloha Braccobaldo            | 15 febbraio 1960  |                   |
| 12 | Pushy Cat             | L'ospite                     | 15 febbraio 1960  |                   |
| 12 | Snow White Bear       | Biancaneve e l'orso Yoghi    | 15 febbraio 1960  |                   |
| 13 | Huck's Hack           | Taxi Bracco                  | 22 febbraio 1960  |                   |
| 13 | Puss in Boats         | Topi a bordo                 | 22 febbraio 1960  |                   |
| 13 | Space Bear            | L'orso spaziale              | 22 febbraio 1960  |                   |

## Terza stagione: 1960
| Ep. tot. | Ep. st. | Braccobaldo Bau                                    | Pixie, Dixie e Mr. Jinks                            | Ugo Lupo                                           | Data di trasmissione |
| -------- | ------- | -------------------------------------------------- | --------------------------------------------------- | -------------------------------------------------- | -------------------- |
| 40       | 1       | "Spirito di patate" (Spud Dud)                     | "La luna di formaggio" (High Jinks)                 | "Una nuova terapia" (Trick and Treats)             | 11 settembre 1960    |
| 41       | 2       | "Legione straniera" (Legion Bound Hound)           | "I topi bianchi" (Price For Mice)                   | "Il ritorno dei tre porcellini" (Hokey Dokey)      | 18 settembre 1960    |
| 42       | 3       | "Fantascemenza" (Science Friction)                 | "Il gatto plutocrate" (Plutocrat Cat)               | "Al lupo, al lupo!" (Lamb-Basted Wolf)             | 25 settembre 1960    |
| 43       | 4       | "L'accalappiatore accalappiato" (Nuts Over Mutts)  | "Il pifferaio magico" (Pied Piper Pipe)             | "La strega imprigionata" (Which Witch Is Witch)    | 2 ottobre 1960       |
| 44       | 5       | "Scuola di cavalleria" (Knight School)             | "Jinks innamorato" (Woo for Two)                    | "Le galline restituite" (Pick a Chick)             | 9 ottobre 1960       |
| 45       | 6       | "I racconti di Nonno Bracco" (Huck Hound's Tale)   | "Il compleanno di Jinks" (Party Peeper Jinks)       | "Il robot programmato" (Robot Plot)                | 16 ottobre 1960      |
| 46       | 7       | "Il vendicatore mascherato" (The Unmasked Avenger) | "Il brutto anatroccolo" (A Wise Quack)              | "Boobs In the Woods"                               | 23 ottobre 1960      |
| 47       | 8       | "Bracco rusticano" (Hillbilly Huck)                | "Le avventure di Space Cat" (Missile Bound Cat)     | "Il castello della regina cattiva" (Castle Hassle) | 30 ottobre 1960      |
| 48       | 9       | "Bracco pistolero" (Fast Gun Huck)                 | "Siate buoni con gli animali" (Kind to Meeces Week) | "Premio su premio" (Booty on the Bounty)           | 6 novembre 1960      |
| 49       | 10      | "Braccobaldo astronauta" (Astro-nut Huck)          | "Crociera sull'Atlantico" (Crew Cat)                | "Ugo nei pasticci" (Hokey in the Pokey)            | 13 novembre 1960     |
| 50       | 11      | "Braccobaldo vigile del fuoco" (Huck and Ladder)   | "Assicurazione sulla vita" (Jinksed Jinks)          | "Pranzo allo zoo" (Who's Zoo)                      | 20 novembre 1960     |
| 51       | 12      | "Vice sceriffo Braccobaldo" (Lawman Huck)          | "Prova di gravità" (Light Headed Cat)               | "Scuola per cane pastore" (Dogged Sheep Dog)       | 27 novembre 1960     |
| 52       | 13      | "Spia spione" (Cluck and Dagger)                   | "Topolini a basso costo" (Mouse for Rent)           | "Troppo per un orso bruno" (Too Much to Bear)      | 4 dicembre 1960      |

## Quarta stagione: 1961
Nella quarta stagione, i primi due segmenti degli ultimi sette episodi erano composti da repliche di episodi precedenti, e sono qui determinati da uno spazio vuoto.
| Ep. tot. | Ep. st. | Braccobaldo Bau                                    | Pixie, Dixie e Mr. Jinks                 | Ugo Lupo                                                 | Data di trasmissione |
| -------- | ------- | -------------------------------------------------- | ---------------------------------------- | -------------------------------------------------------- | -------------------- |
| 53       | 1       | "Il Bracco delle caverne" (Caveman Huck)           | "Il gatto nero" (Jinks' Jinx)            | "Cinema più amaro che mai" (Movies Are Bitter Than Ever) | 18 agosto 1961       |
| 54       | 2       | "Bracco irlandese" (Huck of the Irish)             | "Sorprendente eredità" (Fresh Heir)      | "Cacciatori di frodo" (Poached Yeggs)                    | 25 agosto 1961       |
| 55       | 3       | "Bracco Tarzan" (Jungle Bungle)                    | "Il cugino Ercolino" (Strong Mouse)      | "Il lupo inseguito dal cane" (Rushing Wolf Hound)        | 1º settembre 1961    |
| 56       | 4       | "Bracco Torero" (Bullfighter Huck)                 | "Il topolino di Bombay" (Bombay Mouse)   | "La scarpa da tennis di cristallo" (The Glass Sneaker)   | 8 settembre 1961     |
| 57       | 5       | "Bracco Ben-Hur" (Ben Huck)                        | "Trappola per topi" (Mouse Trapped)      | "Benefattore degli indiani" (Indian Giver)               | 15 settembre 1961    |
| 58       | 6       | "Brac de Paris" (Huck de Paree)                    | "Jinks il mago" (Magician Jinks)         | "Un carro carico di provviste" (Chock Full Chuck Wagon)  | 22 settembre 1961    |
| 59       | 7       | "Sbarre e strisce" (Bars and Stripes)              | "Gli eroi dello spazio" (Meece Missiles) | "Una lezione di caccia" (Bring 'Em Back a Live One)      | 29 settembre 1961    |
| 60       | 8       | "Il venditore di spazzole" (The Scrubby Brush Man) | "Jinks senza casa" (Homeless Jinks)      | "Alla conquista di Hollywood" (A Star Is Bored)          | 6 ottobre 1961       |
| 61       | 9       | "Il tecnico della TV" (Two for Tee Vee)            | "Mighty Mite la pulce" (Home Flea)       | "Cacciatore di taglie" (West of the Pesos)               | 13 ottobre 1961      |
| 62       | 10      |                                                    |                                          | "Marameo e Giulietta" (Phony-O and Juliet)               | 20 ottobre 1961      |
| 63       | 11      |                                                    |                                          | "Ugo miliardario mancato" (Hokey's Missing Millions)     | 27 ottobre 1961      |
| 64       | 12      |                                                    |                                          | "Lupi da guardia" (Loot to Boot)                         | 3 novembre 1961      |
| 65       | 13      |                                                    |                                          | "Camera con svista" (Guesting Games)                     | 10 novembre 1961     |
| 66       | 14      |                                                    |                                          | "Terapia intensiva" (Sick Sense)                         | 17 novembre 1961     |
| 67       | 15      |                                                    |                                          | "La lampada di Aladino" (Aladdin's Lamb Chops)           | 24 novembre 1961     |
| 68       | 16      |                                                    |                                          | "I fagioli magici" (Bean Pod'ners)                       | 1º dicembre 1961     |